# Sauro Bufalini
Sauro Bufalini (Pisa, 28 aprile 1941 – Pisa, 1º aprile 2012) è stato un cestista e allenatore di pallacanestro italiano.
Nel 2012 è stato ammesso nell'Italia Basket Hall of Fame.

## Carriera

### Club
In carriera ha vestito le maglie della Libertas Livorno, della Pallacanestro Varese, della Partenope Napoli, della Reyer Venezia e della Pallacanestro Livorno. Con Varese ha vinto il campionato 1963-1964 e la Coppa delle Coppe nel 1966, trofeo che vinse anche con la Partenope Napoli nel 1970.
Ha ricoperto il ruolo di allenatore-giocatore della Pallacanestro Livorno dal 1975 al 1977.

### Nazionale
In Nazionale ha disputato 111 partite tra il 1960 ed il 1968, mettendo a segno 559 punti complessivi; ha esordito il 16 marzo 1960 a Valparaíso contro l'Asociacion Valparaiso.
Ha preso parte a tre edizioni degli Europei (1963, 1965 e 1967), al Mondiale 1967 ed alle Olimpiadi del 1964 e del 1968.

## Palmarès
- Campionato italiano: 1

Pall. Varese: 1963-64
- Coppa Intercontinentale: 1

Pall.Varese: 1966
- Coppa delle Coppe: 2

Pall. Varese: 1966-67
Partenope Napoli: 1969-70